# Ганс фон Чаммер унд Остен
Ганс фон Чаммер унд Остен (нім. Hans von Tschammer und Osten; 25 жовтня 1887, Дрезден — 25 березня 1943, Берлін) — нацистський партійний і державний діяч, обергруппенфюрер СА, рейхсшпортфюрер (1933—1943).

## Біографія
У 1907 році закінчив Дрезденський кадетський корпус і вступив на службу в 105-й (6-й Королівський Саксонський) піхотний полк, що дислокувався в Страсбурзі.
Зустрів початок Першої світової війни в чині ад'ютанта. 4 жовтня 1914 року зазнав важкого поранення в передпліччя, що призвело до постійного паралічу правої руки. Пізніше був ще раз поранений у Бельгії. З початку 1916 року — ад'ютант при уряді провінції Лімбург, з середини того ж року — офіцер-порученець при командуванні 3-й армією. 1 жовтня 1917 року переведений до головної ставки на посаді офіцера зв'язку при начальнику Генерального штабу.
Після закінчення світової війни Чаммер унд Остен служив у військовому міністерстві Саксонії до середини 1919 року. У 1920 році взяв в оренду маєток Кляйн-Деса, яким керував самостійно; у 1926 році термін оренди був продовжений. З 1922 року зайнявся політикою, ставши спочатку членом націоналістичного Молодонімецького ордена, а наприкінці 1929 року вступивши в НСДАП. У рядах нацистської партії Чаммер унд Остен отримав посаду в штабі Групи «Центр» СА в Дрездені. Він швидко просувався в чинах, у січні 1931 року очоливши 103-ї полк СА в саксонському Лаузіці. Того ж 1932 року його підвищено у званні до командувача Групи «Центр» (Дессау).
З 1 по 25 квітня 1933 року Чаммер унд Остен очолював особливу комісію Верховного командування СА з формування добровольчих поліцейських загонів при МВС Пруссії, одночасно продовжуючи виконувати обов'язки командувача Групи «Центр» СА. У тому ж місяці він був обраний депутатом рейхстагу від Магдебурзького виборчого округу. 29 квітня переведений до Берліну у Верховне командування СА, одночасно обійняв посаду державного комісара з питань спорту при Імперському міністерстві внутрішніх справ, а 19 липня того ж року офіційно призначений рейхсспортфюрером — керівником об'єднання спортивних організацій Німеччини. З січня 1934 року Чаммер унд Остен очолював також спортивний відділ націонал-соціалістичної організації «Сила через радість», що займалася питаннями організації дозвілля робітників як засобу підвищення моралі та продуктивності праці.
Як рейхсспортфюрер Чаммер унд Остен займався приведенням спортивного життя країни у відповідність з нацистською ідеологією. При ньому був узятий курс на «координацію» всіх видів спорту й підвищення фізичної підготовки населення, заохочувалася масова участь у спортивних заходах і впроваджувалися регулярні перевірки на витривалість. Рівень спортивної підготовки використовувався як критерій при вступі до школи й отриманні атестата зрілості, а також при прийомі на деякі види робіт за рахунок меншої уваги, що приділяється в академічній освіті. Знайшла своє відображення в спортивній політиці відомства Чаммера унд Остена й національна доктрина його партії: спортсмени-євреї спочатку всіляко гнобилися, позбавлялися права на користування спортивними спорудами та участь в одних змаганнях з арійцями, а потім заняття спортом для євреїв були повністю заборонені. Деякі відхилення від цієї політики Чаммер унд Остен, який займав також посаду голови Олімпійського комітету Німеччини, свідомо допустив лише в процесі підготовки до Олімпійських ігор 1936 року, оскільки їх проведення в Німеччині опинилося під питанням.
З 23 квітня 1936 року до посад Ганса фон Чаммера унд Остена додався пост керівника Імперського управління у справах спорту. До кінця 1930-х років він, однак, здебільшого втратив вплив, незважаючи на те, що його відомство продовжувало послідовно насаджувати нацистську ідеологію в спорті. Чаммер унд Остен помер від пневмонії в березні 1943 року.

## Нагороди

### Перша світова війна
- Залізний хрест 2-го і 1-го класу
- Лицарський хрест 2-го класу ордена Заслуг (Саксонія) з мечами
- Лицарський хрест 2-го класу ордена Альберта (Саксонія) з мечами
- Лицарський хрест 2-го класу ордена Фрідріха (Вюртемберг) з мечами
- Нагрудний знак «За поранення» в чорному

### Міжвоєнний період
- Знак учасника зльоту СА в Брауншвейзі 1931
- Почесний хрест ветерана війни з мечами
- Командор ордена Ісландського сокола з зіркою
- Почесна пов'язка СА
- Німецький Олімпійський знак 1-го класу
- Золотий партійний знак НСДАП
- Золотий почесний знак Гітлер'югенду з дубовим листям

### Друга світова війна
- Хрест Воєнних заслуг 2-го і 1-го класу